# Sébastien Ledoux
 (avril 2024).
 (octobre 2021).
La mise en forme du texte ne suit pas les recommandations de Wikipédia : il faut le « wikifier ».
Les points d'amélioration suivants sont les cas les plus fréquents. Le détail des points à revoir est peut-être précisé sur la page de discussion.
- Les titres sont pré-formatés par le logiciel. Ils ne sont ni en capitales, ni en gras.
- Le texte ne doit pas être écrit en capitales (les noms de famille non plus), ni en gras, ni en italique, ni en « petit »…
- Le gras n'est utilisé que pour surligner le titre de l'article dans l'introduction, une seule fois.
- L'italique est rarement utilisé : mots en langue étrangère, titres d'œuvres, noms de bateaux, etc.
- Les citations ne sont pas en italique mais en corps de texte normal. Elles sont entourées par des guillemets français : « et ».
- Les listes à puces sont à éviter, des paragraphes rédigés étant largement préférés. Les tableaux sont à réserver à la présentation de données structurées (résultats, etc.).
- Les appels de note de bas de page (petits chiffres en exposant, introduits par l'outil «  Source ») sont à placer entre la fin de phrase et le point final[comme ça].
- Les liens internes (vers d'autres articles de Wikipédia) sont à choisir avec parcimonie. Créez des liens vers des articles approfondissant le sujet. Les termes génériques sans rapport avec le sujet sont à éviter, ainsi que les répétitions de liens vers un même terme.
- Les liens externes sont à placer uniquement dans une section « Liens externes », à la fin de l'article. Ces liens sont à choisir avec parcimonie suivant les règles définies. Si un lien sert de source à l'article, son insertion dans le texte est à faire par les notes de bas de page.
- La présentation des références doit suivre les conventions bibliographiques. Il est recommandé d'utiliser les modèles {{Ouvrage}}, {{Chapitre}}, {{Article}}, {{Lien web}} et/ou {{Bibliographie}}. Le mode d'édition visuel peut mettre en forme automatiquement les références.
- Insérer une infobox (cadre d'informations à droite) n'est pas obligatoire pour parachever la mise en page.

Pour une aide détaillée, merci de consulter Aide:Wikification.
Si vous pensez que ces points ont été résolus, vous pouvez retirer ce bandeau et améliorer la mise en forme d'un autre article.
Sébastien Ledoux est un historien français né le 21 avril 1971, spécialiste des enjeux de mémoire. Il est chercheur en histoire contemporaine, Maître de conférences à l’université de Picardie Jules Verne. Enseignant à Sciences Po Paris entre 2015 et 2020, il était auparavant professeur d’histoire-géographie une dizaine d’années en zone d'éducation prioritaire (ZEP) au collège Jean Vilar à Grigny (Essonne),.

## Travaux
Il consacre ses travaux à la mémoire, notamment à ses acteurs institutionnels et culturels. Il a publié sa thèse Le devoir de mémoire. Une formule et son histoire aux éditions du CNRS en 2016. Il est aussi l'auteur de nombreux articles dans des revues nationales et internationales, notamment sur les mémoires de la Shoah et de l’esclavage.
Ses axes de recherche sont les politiques publiques de la mémoire, les acteurs culturels de la transmission du passé, l'épistémologie de l’histoire, l'enseignement scolaire de l’histoire, la mémoire de la Shoah, ainsi que la mémoire des traites, de l’esclavage et de leurs abolitions.

## Publications

### Ouvrages
- Le devoir de mémoire. Une formule et son histoire, Paris, CNRS Éditions, 2016  (ISBN 978-2-271-08800-0 et 978-2-271-08800-0) réédition en poche en 2021.
- La nation en récit : des années 1970 à nos jours, Belin, 2021  (ISBN 978-2-410-01169-2 et 978-2-410-01169-2).
- Histoire et mémoire(s), La documentation photographique, Paris, CNRS Éditions, 2024  (ISBN 227114874X)[3]
- Une école sous le choc ? Le monde enseignant après l’assassinat de Samuel Paty, co auteur Ismail Ferhat, Le Bord de l’eau, 2024
- L’Algérie de Macron. Les impasses d’une politique mémorielle, co auteur Paul Max Morin, Puf éditions, 2024  (ISBN 978-2-13-086048-8)
- Vichy était-il la France ? Le Vél' d'Hiv et sa mémoire, JC Lattès, 2025  (ISBN 978-2709675741)

### Articles
- « Écrire une histoire du “devoir de mémoire” », Le Débat no 170, mars 2012.
- « Les historiens face aux nouveaux usages du mot mémoire Mémoire : entre “formation discursive” et “mémoire discursive” », Mots. Les langages du politique, no 103, mars 2013.
- François Azouvi, Le mythe du grand silence. Auschwitz, les Français, la mémoire, Paris, Folio-Gallimard, 2015, 695 p., Dans Revue d'histoire moderne et contemporaine, no 64-1, janvier 2017.  (ISBN 978-2-07-046512-5).
- (en) Jacob S. Eder, Holocaust Angst. The Federal Republic of Germany and American Holocaust Memory since the 1970s, Oxford, Oxford University Press, 2016, 296 p., Revue d'histoire moderne et contemporaine, no 64-1, janvier 2017  (ISBN 978-0-19-023782-0).
- Avec Sylvain Antichan, Sarah Gensburger, Jeanne Teboul et Gwendoline Torterat, Visites scolaires, histoire et citoyenneté. Les expositions du centenaire de la Première Guerre mondiale Paris, La Documentation française, coll. Musées-Mondes, 2016, 170 pages. Questions de communication, janvier 2018/1 (no 33)
- Rémy Besson, Shoah. Une double référence ? Des faits au film, du film aux faits, Paris, MkF Éditions, 2017, 207 p.,  (ISBN 979-10-92305-36-4), Revue d'histoire moderne et contemporaine, no 65-4, avril 2018.
- La mémoire, mauvais objet de l’historien ?, Vingtième Siècle : Revue d'histoire, Paris, Presses de Sciences Po, no 133, p. 113-128, janvier 2017  (ISBN 9782724635256), DOI 10.3917/ving.133.0113.
- L’École à l’épreuve de l’attentat de Charlie Hebdo : quand les minutes de silence parlent aussi. Mémoire en Jeu (Memories at stake), No 4, septembre 2017[4].
- Devoir de mémoire ou travail de mémoire ? Du choix des formules dans les discours politiques (2000-2017), Guerres mondiales et conflits contemporains, no 276, avril 2019.
- Introduction. Normer le passé au présent. Généalogie des lois mémorielles européennes, Parlement[s], Revue d'histoire politique, n° HS 15, mars 2020.
- Enjeux nationaux, globalisation et limites des lois mémorielles, Entretien avec Henry Rousso, Noëlline Castagnez, Parlement[s], Revue d'histoire politique, n° HS 15, mars 2020.